# Мазілуг
Мазілу́г (рос. Мазилуг, ерз. Мазилуг) — присілок у складі Торбеєвського району Мордовії, Росія. Входить до складу Торбеєвського міського поселення.
Населення — 211 осіб (2010; 209 у 2002).
Національний склад станом на 2002 рік:
- мордва — 94 %